# Pavel Slezák (skladatel)
Pavel Slezák také Pavel Mario Slezák (16. dubna 1941 Brno – 3. února 2023 Brno) byl český hudební skladatel. V letech 1963–2001 byl pedagogem na Konzervatoři P. J. Vejvanovského v Kroměříži. Zde učil hru na hoboj a komorní hru, dějiny hudby, nauku o nástrojích, psychologii a vedl hudebně estetický seminář. Roku 1990 zde založil kompoziční třídu, jejímž vedoucím pedagogem byl až do roku 2001.

## Život
Na Státní konzervatoři v Brně studoval hru na hoboj pod vedením Františka Suchého a kompoziční předměty u Theodora Schaefera a Osvalda Chlubny. Tato studia absolvoval v roce 1960. V letech 1960–1964 pokračoval ve studiu hry na hoboj u týchž pedagogů na Janáčkově akademii múzických umění v Brně (JAMU). Poté se od roku 1964 věnoval na téže škole studiu skladby, jeho hlavním učitelem byl Miloslav Ištvan. Studium kompozice na JAMU dokončil v roce 1970. Současně byl zaměstnán v orchestrech jako hobojista a působil též jako sólista. Sólové hře na hoboj se věnoval až do roku 1973. Důsledkem specifik jeho povahy, obtížnosti jeho partitur, ale i jeho politických postojů před rokem 1989 nebyly dodnes všechny jeho důležité kompozice provedeny. Byl členem Klubu moravských skladatelů. Rovněž spolupracoval s Českým rozhlasem na pořadech zaznamenávajících formou koláže jeho básnické texty. Je rovněž autorem hudebně-teoretických textů a řady článků a kritik pro denní odborný tisk.

## Dílo
Ve svém díle vstřebával řadu podnětů z evropské i mimoevropské hudby, námětově byl ovlivněn zejména buddhismem. Jeho kompozice mají polystylový půdorys. Byl ovlivněn rovněž serialitou, ale nikdy ji neuplatňoval rigidně. Výrazným znakem jeho kompozic je polypásmovost a polymetričnost. Ve skladebných citacích nezřídka akcentuje bizarnost inspirací (lidové písně), které staví do juxtapozice s obsahem skladeb. Důležitým prvkem jeho kompozic je i svébytný druh humoru, který spojuje se specifickým druhem mystiky ovlivněné východními filozofiemi. Jeho dílo obsahuje hudbu všech žánrů a je autorem osmi symfonií, nástrojových koncertů, oratorií i komorních skladeb. Od 90. let 20. století byl jedním z prvních českých autorů zabývajících se kompozicí za pomoci převodníků Musical Instrument Digital Interface (MIDI). Své kompozice do MIDI notoval a nechával je zaznít v takovéto zvukově dřevní podobě. Své starší kompozice podroboval často rozsáhlým revizím a přepracováním.

## Ocenění
- 1969 mimořádná odměna v Mezinárodní skladatelské soutěži ve Skoplje
- 1971 čestné uznání ministerstva kultury ČR v soutěži mladých skladatelů
- 2004 laureát mezinárodní skladatelské jubilejní ceny Leoše Janáčka

## Výběr z kompozic

### Symfonické dílo
- Symfonie č. 1 „Vysočina“, op. 32, 1969/1989
- Symfonie č. 2 „Srpnové dny“ (rovněž „Válečná“ či „Padlým“), op. 29, 1969. Námětově krypticky věnovaná okupaci Československa 1968, její podtitul zní „zvuková ilustrace pro velký orchestr, sólové nástroje, mužský sbor a elektroakustickou aparaturu“.
- Symfonie č. 3 „Amorosa“, op. 37, 1971, pro velký orchestr a tenorové sólo a sbor na text svatého Pavla z Tarsu
- Symfonie č. 4 „Moravia“, op, 84, definitivní verze 2003
- Symfonie č. 5 „Bohemia“
- Symfonie č. 7 Mediatrix „Quatrotonia“
- Symfonie č. 8 „Boston“, s námětem bombového útoku na Bostonský maraton
- Eklogy a intermezza, op. 41, 1972, pro smyčcový orchestr
- Karpatský koncert pro housle a orchestr, op. 43, 1973
- Laudes (Lobsang, Chvalozpěvy míru) pro tenor sólo a orchestr, op. 51, 1979
- Sotnikov Mir, op. 85, 2005, tryzna za vojáka Sotnikova, běloruského hrdinu a mučedníka pro smíšený mužský dvojsbor a orchestr
- Porta mortis, op. 22, 1967 pro orchestr a amplifikovanou violu
- Hospes in Terra, op. 26, 1969 pro sóla, dětský a smíšený sbor, recitátora, velký orchestr a elektroakustické nástroje

### Komorní tvorba
- Dhammapada, Démonologie života a smrti, op. 53 (1984) pro klavír, trombon, zpěv, 3 saxofony a bicí
- Kvintet pro cimbál, 2 housle, violu a violoncello, op. 27, 1970, počítačová verze 2002.
- Rozjímání sv. Františka z Assisi na jarní zahradě pro smyčcový kvartet, klavír, 2 lesní rohy a 2 hráče na bicí – prostorová hudba, op. 34, 1970, počítačová verze 2002.
- Variace pro vibrafon, basklarinet a kontrabas, op. 14, 1970.
- Intermezzo pro flétnu, housle a klavír. op. 42, 1973.
- Moravská serenáda pro housle, violu, kontrabas a klavír, op. 45, 1974.
- Smyčcový kvartet č. 2 „Valašský“, op. 47, 1976.
- Vinnetou. Malá suita pro klavír na 4 ruce, op. 48, 1977.
- Divertimento „Vandrovali hudci“ pro piccolu, flétnu, basklarinet, violu, kontrabas a bicí (vibrafon, 3 tom-toms a maracas), op. 50, 1978.
- Čekej, uvidíš pro kontrabas a akordeon, op. 58, 1986.
- Ottonia pro žestě a velký buben (11 hráčů), op. 61, 1992, počítačová verze 2002.
- Návraty pro klarinet a marimbu s „recitací“ obou hráčů na vlastní slova, op. 65, 1996.
- VVV = Větr(ák) Ve Věži aneb chvála malé tercie pro dechový kvintet a klavír ad lib., op. 66, 1996, počítačová verze 2001.
- Krajina s duhou pro smyčcový orchestr, žestě, tympány, bicí a marimbu, op. 73, 2000.
- Grace autumnal pro trubku, altsaxofon, 2 hlasy (soprán, alt), klavír, cimbál nebo citeru a kontrabas, op. 77, 2001.
- Capriccios pro 3 klarinety a basklarinet, op. 79, 2002.
- Burlesky pro 3 altové saxofony, op. 83, 2003.
- Lust zu hopsen pro anglický roh, violoncello a klavír, op. 82, 2003.
- Trio giocoso pro hoboj, klarinet a fagot, op. 76, 2003.
- Concertino pro xylofon, trubku, smyčce (violoncello) a tom-toms, op. 81, 2006.
- Tragisch, tröstlich, träumerisch pro pikolu, flétnu (2flétny) a klavír, op. 86, 2009.